# Schadensersatzrecht
Das Schadensersatzrecht oder Schadenersatzrecht, auch Schadensrecht oder Haftpflichtrecht genannt, regelt, wann eine Person gegen eine andere einen Schadenersatzanspruch hat.
Ist ein Schaden einmal eingetreten, muss gefragt werden, wer den Schaden zu tragen hat (Schadenstragung).
Grundsätzlich trifft der Schaden denjenigen, in dessen Vermögen oder Person er sich ereignet („casum sentit dominus“). Wenn allerdings besondere Gründe („Zurechnungsgründe“) vorliegen, gewährt die Rechtsordnung der geschädigten Person einen Ersatz für den erlittenen Schaden. Dabei soll eine Überwälzung des Schadens stattfinden.

## Zurechnungsgründe
- Eingriffshaftung
- Gefährdungshaftung
- Verschuldenshaftung

## Funktionen des Schadenersatzrechts
- Ausgleichsfunktion: Durch den Ersatzanspruch erhält der Geschädigte einen Ausgleich für erlittenen Schaden. Dies stellt die wichtigste Funktion des Schadenersatzrechts dar.
- Präventionsfunktion: Da die Rechtsordnung verhaltenssteuernd sein soll, wirkt die Androhung einer Ersatzpflicht als Anreiz, durch sorgfältiges Verhalten zukünftige Schädigungen zu vermeiden, und der Ausspruch einer Ersatzpflicht als Anreiz, begangene Schädigungen nicht zu wiederholen.
- In der Verschuldenshaftung sehen manche auch eine Sanktionsfunktion: Mit dem Ausspruch einer Ersatzpflicht wird der Person, die den Schaden verursacht hat, aufgrund ihres schuldhaften und rechtswidrigen Verhaltens ein Übel zugefügt.
- Im angloamerikanischen Rechtskreis ist eine Straffunktion verwirklicht, bei der der geschädigten Person eine über den tatsächlich erlittenen Schaden (compensatory damages) hinausgehende Geldbuße (punitive damages) zu bezahlen ist.

## Rechtslagen im deutschsprachigen Raum
- Schadensersatz – Rechtslage in Deutschland
- Schadenersatz – Rechtslage in Österreich
- Haftpflichtrecht – Rechtslage in der Schweiz